# Camptoptera aula
Camptoptera aula är en stekelart som beskrevs av Debauche 1948. Camptoptera aula ingår i släktet Camptoptera och familjen dvärgsteklar. Inga underarter finns listade.